# Vanni Acciaiuoli
Giovanni Acciaiuoli (Florència, s. XV), també anomenat Vanni Acciaiuoli, va ser un noble i religiós italià, arquebisbe de Tebes.
Va ser fill natural de Donato Acciaiuoli de Cassano. A la dècada del 1420, època en què els croats encara controlaven els ducats d'Atenes i Mistra, va ser nomenat arquebisbe de Tebes per acció del seu oncle, Antonio Acciaiuoli, germà de pare de Donato, mentre que altres membres de la família i companys van rebre altres senyories. Consta també com a nunci apostòlic a Trieste, on el 1427 va contribuir amb almoines a la redempció d'esclaus cristians i també va ser partícip de les indulgències que, a tal efecte, va fer el papa Martí V.
Entre 1360 i 1365 també consta un Giovanni Acciaiuoli de Florència, cosi de Niccolò Acciaiuoli, gran senescal del regne de Sicília, com a arquebisbe de la ciutat grega de Patres.